# 댄 잰슨
대니얼 어빈 "댄" 잰슨(영어: Daniel Ervin "Dan" Jansen, 1965년 6월 17일~)은 미국의 전직 스피드스케이팅 선수이자 현 해설가로 동계 올림픽에 4회 연속으로 출전하여 이 중 1994년 동계 올림픽에서 1000m 부문 금메달을 획득했고 현역 은퇴 후에는 스피드스케이팅 해설가로 활동하고 있으며 내셔널 하키 리그 소속팀인 시카고 블랙호크스의 스케이팅 코치로도 근무했다.